# تیم ملی فوتسال هنگ کنگ
تیم ملی فوتسال هنگ کنگ نماینده هنگ کنگ در مسابقات بین‌المللی فوتسال و یکی از تیم‌های فوتسال آسیایی است.
براساس رده‌بندی فیفا تیم فوتسال هنگ کنگ جایگاه ۱۰۵ را در بین تیم‌های ملی فوتسال جهان دارد.